# كولن فوربس (لاعب اتحاد الرغبي)
كولن فوربس (بالإنجليزية: Colin Forbes)‏ هو لاعب اتحاد الرغبي أسترالي، ولد في 16 أغسطس 1932 في بريزبان في أستراليا.